# Archieparquía de Rew-Ardashir de los caldeos
La archieparquía titular de Rew-Ardashir de los caldeos (en latín: Archieparchia Ravardascirensis Chaldaeorum) es una sede titular de la Iglesia católica conferida a miembros de la Iglesia católica caldea. Corresponde a una antigua archieparquía de la Iglesia del Oriente cuya sede estaba en la ciudad de Rew-Ardashir o Reishahr. Esta ciudad es reportada en el Anuario Pontificio como la actual y desconocida Zaydūn en Irán. Otras fuentes señalan que Rew-Ardashir se ubicaba en la península de Bushehr en las inmediaciones de la actual ciudad de Bandar-e-Bushehr en la provincia de Bushehr.

## Historia
Rew-Ardashir fue una antigua sede metropolitana de la Iglesia del Oriente, comúnmente llamada Iglesia nestoriana, que extendió su jurisdicción eclesiástica sobre toda la provincia de Fars, conocida en esa época con el nombre siríaco de Beth Parsaye, es decir provincia de los persas. En fuentes literarias también se la llamó Perside.
Durante el reinado de Sapor I (240-270) los cristianos capturados en las campañas de este rey sasánida en Siria, fueron trasladados a Rew-Ardashir, por lo que para fines del siglo III hubo dos iglesias en la ciudad, una griega y la otra siríaca.
La existencia de obispos de Persia, es decir de la provincia de Fars, se documenta por primera vez en las actas del Concilio de Seleucia-Ctesifonte de 410, en el que estos obispos no participaron porque se hallaban demasiado lejos. Es probable que entre estos haya estado también el obispo de Rew-Ardashir. Según Abdisho bar Berika, canonista y obispo nestoriano que murió en 1318, Rew-Ardashir fue elevada al estatus de sede metropolitana por el catolicós Yahballaha I (415-420). Según los historiadores nestorianos Mari, ʿAmr y Sliba, antes de ser elegido metropolitano de Seleucia-Ctesifonte y catolicós de la Iglesia del Oriente en 420, Mana fue obispo de Rew-Ardashir. Desde el punto de vista histórico, el primer obispo documentado es Yazdad, que participó en el Concilio de Markabta convocado por el catolicós Dadishoʿ en 424. Siguió el obispo Mari, que es de la época de Ibas de Edesa a mediados del siglo V. Importante es la figura de Mana II, miembro de la escuela de Edesa, quien había traducido parte de las obras de Teodoro de Mopsuestia. A la muerte de Ibas en 457, fue expulsado de Edesa junto con todos los nestorianos de la ciudad. Se convirtió en obispo de Rew-Ardashir y en 486 participó en el concilio convocado por el patriarca Acacio.
En la Iglesia del Oriente era costumbre que los metropolitanos de las "provincias interiores", es decir, de Mesopotamia y Persia occidental, eligieran a los catolicós y al patriarca, cuya sede era Seleucia-Ctesifonte, la capital sasánida. En el concilio de 554 convocado por el patriarca José, esta prerrogativa también se extendió a los metropolitanos de Merv y Rew-Ardashir. Este último ocupaba el sexto rango entre los metropolitanos de la Iglesia, el primero entre los de las "provincias externas", y tenía el título de metropolitano de Persia y las islas marítimas, es decir, las islas del golfo Pérsico. En la época del patriarca Timoteo I (780-circa 823), fue restablecido el antiguo reglamento en la elección patriarcal.
Durante los siglos VI y VII, la Iglesia de Rew-Ardashir y las de Beth Parsaye mostraron cada vez más su impaciencia con respecto a la dependencia de los patriarcas de Seleucia-Ctesifonte. Una primera señal de lo que luego se convertiría en un verdadero cisma dentro de la Iglesia persa fue la presencia de dos metropolitanos compitiendo durante la crisis que involucró a la Iglesia persa con los dos patriarcas Elisha y Narsai (523-535). En 544 el nuevo patriarca Aba I fue personalmente a Perside, depuso a Acacio e Ishoʿbokht I y nombró a un nuevo metropolitano en la persona de Mana II.
En 585 el metropolitano Gregorio y los obispos de su provincia no se presentaron al concilio nacional llamado por Isho'yahb I. Parece que a partir de ese momento, a diferencia de la práctica habitual, que preveía que el patriarca designara directamente a los metropolitanos para las "provincias externas", los metropolitanos de Rew-Ardashir fueron elegidos por los obispos sufragáneos y por el clero de Beth Parsaye, cesando de ser consagrado por los catolicós de Seleucia-Ctesifonte. Durante su pontificado (alrededor de 649-660) el patriarca Ishoʿyahb III insistió con Simón de Rew-Ardashir en que pusiera fin al cisma y envió una delegación, formada por los obispos Jorge de Susterin y Teodoro de Hormizd Ardashir, para discutir el tema.
Después de la conquista árabe de Fars, la casiautonomía de la provincia fue de cierta manera reconocida por el concilio convocado por Gewargis I en 676. Los obispos sufragáneos podrían ser consagrados por el metropolitano de Rew-Ardashir, a quien se le concedió el privilegio de llevar su propia insignia pastoral y episcopal a lo largo de la liturgia, como el patriarca, e incluso en su presencia.
La provincia eclesiástica de Rew-Ardashir era enorme. De hecho, incluía no solo a las comunidades nestorianas de Fars, sino también a las de la orilla opuesta del golfo Pérsico, incluidas sus islas, hasta Socotora. Esta región, conocida en siríaco con el nombre de Beth Qatraye, que también designó una diócesis nestoriana, fue proclamada independiente durante el siglo VII y hasta el siglo IX. Las comunidades cristianas de la India, conocidas en siríaco como Beth Hindwaye, también dependían de Rew-Ardashir, como se muestra en las cartas escritas por Ishoʿyahb III al metropolitano Simón. Según Abdisho bar Berika fue durante el patriarcado de Slibaʿzkha (714-728) que el obispo de India se convirtió en metropolitano.
Los metropolitanos de Rew-Ardashir están atestiguados hasta mediados del siglo XII. Entre ellos estuvo Mari ibn Tuba, quien en 987 fue elegido patriarca de la Iglesia del Oriente. El sitio todavía se menciona en las composiciones poéticas del patriarca Elías III (1176-1190). Luego no hay más noticias de la arquidiócesis y del cristianismo nestoriano en Fars.

### Sede titular
Una sede titular católica es una diócesis que ha cesado de tener un territorio definido bajo el gobierno de un obispo y que hoy existe únicamente en su título. Continúa siendo asignada a un obispo, quien no es un obispo diocesano ordinario, pues no tiene ninguna jurisdicción sobre el territorio de la diócesis, sino que es un oficial de la Santa Sede, un obispo auxiliar, o la cabeza de una jurisdicción que es equivalente a una diócesis bajo el derecho canónico.
La archieparquía de Rew-Ardashir fue restaurada como archieparquía titular en 1970. Fue conferida por primera vez por la Santa Sede el 22 de agosto de 1970 al arzobispo José Cheikho.

## Cronología de los obispos

### Metropolitanos de credo niceno
- Mana I † (?-420 electo metropolitano de Seleucia-Ctesifonte y patriarca de la Iglesia del Oriente)
- Yazdad I † (mencionado en 424)
- Mari † (mencionado en 450 circa)

### Metropolitanos de la Iglesia del Oriente
- Mana II † (mencionado en 486)
- Yazdad II † (mencionado en 497)
- Isaac † (?-544 depuesto)
- Acacio † (?-544 depuesto)
- Ishoʿbokht I † (?-544 depuesto)
- Mana III † (544-?)
- Claudiano † (mencionado en 554)
- Gregorio † (mencionado en 585)
- Shemʿon I † (en la época del patriarca Ishoʿyahb III-649-659)
- Shemʿon II † (al inicio del siglo VIII)
- Ishoʿbokht I † (entre 773 y 780)
- Bawai † (fines del siglo VIII)
- Juan I ibn Naim † (mencionado en 884)
- Gabriel † (antes de 961-después de 963)
- Mari bar Tuba † (?-987 electo patriarca de la Iglesia del Oriente)
- Salomón † (987-antes de 999 falleció)
- Giovanni II † (antes de 999-26 de octubre de 1001 consagrado patriarca de la Iglesia del Oriente)
- Juan III † (mencionado en 1018)
- ʿAbdishoʿ † (mencionado en 1139)

### Arzobispos titulares
- Joseph Cheikho † (22 de agosto de 1970-20 de diciembre de 1979 falleció)[nota 1][17]